# 蒙自海关
中华人民共和国蒙自海关，是中华人民共和国海关总署于2018年在云南省红河哈尼族彝族自治州蒙自市设立的海关，隶属于昆明海关，其历史可以追溯到1887年设立的大清蒙自海关。蒙自海关位于蒙自市观澜街道天马路延长线，功能类型为综合型偏属地海关，负责蒙自市内特殊监管区的海关监管业务（含检验检疫业务）和红河州内的属地海关业务（含检验检疫业务），辖区有红河综合保税区1个海关特殊监管区。

## 历史

### 前身
蒙自海关的历史可以追溯至清政府于1887年设立的蒙自海关（今蒙自海关旧址）。中法战争后，清廷于光绪十三年（1887年）与法国签订《中法会议简明条款》、《中法会订越南条约》等条约，将蒙自设为通商口岸，并设立海关:36。1942年，蒙自海关移驻昆明，成为昆明总关的前身。中华人民共和国成立后，于1954年撤销蒙自海关:37。

### 设立
2012年5月24日，河口海关驻蒙自办事处成立，标志着蒙自海关半个多世纪以来的历史回归:P25。2018年12月，蒙自海关获批，隶属于昆明海关，负责蒙自市辖区内海关特殊监管区的海关监管业务和办理红河哈尼族彝族自治州的属地海关业务。2019年11月15日，中华人民共和国蒙自海关正式挂牌成立。

## 内部机构
- 办公室（党委组织宣传部）
- 综合业务科
- 监管科
- 稽查科
- 综合技术中心